# Brochocinek (województwo dolnośląskie)
Brochocinek – wieś w Polsce położona w województwie dolnośląskim, w powiecie strzelińskim, w gminie Kondratowice.

## Podział administracyjny
W latach 1975–1998 miejscowość administracyjnie należała do województwa wrocławskiego.

## Demografia
Według Narodowego Spisu Powszechnego (III 2011 r.) liczył 23 mieszkańców. Jest najmniejszą miejscowością gminy Kondratowice.